# Новоясеневский тупик
Новоя́сеневский тупи́к — тупик в Юго-Западном административном округе города Москвы на территории района Ясенево.

## Расположение
Новоясеневский тупик проходит от Новоясеневского проспекта на юг, огибая Ясеневское кладбище, поворачивает на восток и оканчивается на территории Битцевского леса.

## Примечательные здания и сооружения
По нечётной стороне:
По чётной стороне:
- № 4 — международная автостанция «Новоясеневская»

## Транспорт
Тупик проходит по всей ширине Битцевского парка и в настоящее время фактически представляет собой переулок, связанный с Новоясеневским проспектом и Чертановской улицей.

### Наземный транспорт
По Новоясеневскому тупику не проходят маршруты наземного общественного городского транспорта. У начала тупика, на Новоясеневском проспекте, расположена остановка «Новоясеневский проспект, 19» автобусов 262, т81.

### Метро
- Станция метро «Новоясеневская» Калужско-Рижской линии — севернее тупика, на Новоясеневском проспекте.